# 布鲁克莱恩村站
布鲁克莱恩村站（英語：Brookline Village station）是马萨诸塞州波士顿轻轨绿线D支线车站。车站位于布鲁克莱恩的布鲁克莱恩村社区。布鲁克莱恩村站曾经是波士顿至奥尔巴尼铁路通勤铁路高地支线车站。1958年，高地支线停运后，线路改造成轻轨并于1959年7月4日重新开放。车站日均旅客发送量为3230人，其繁忙成都在D支线所有地面车站中排行第三，在绿线所有地面车站中排行第六。
布鲁克莱恩村站拥有升高了的侧式站台，方便使用轮椅的残疾人登车，车站为无障碍车站。

## 历史

### 轻轨改造

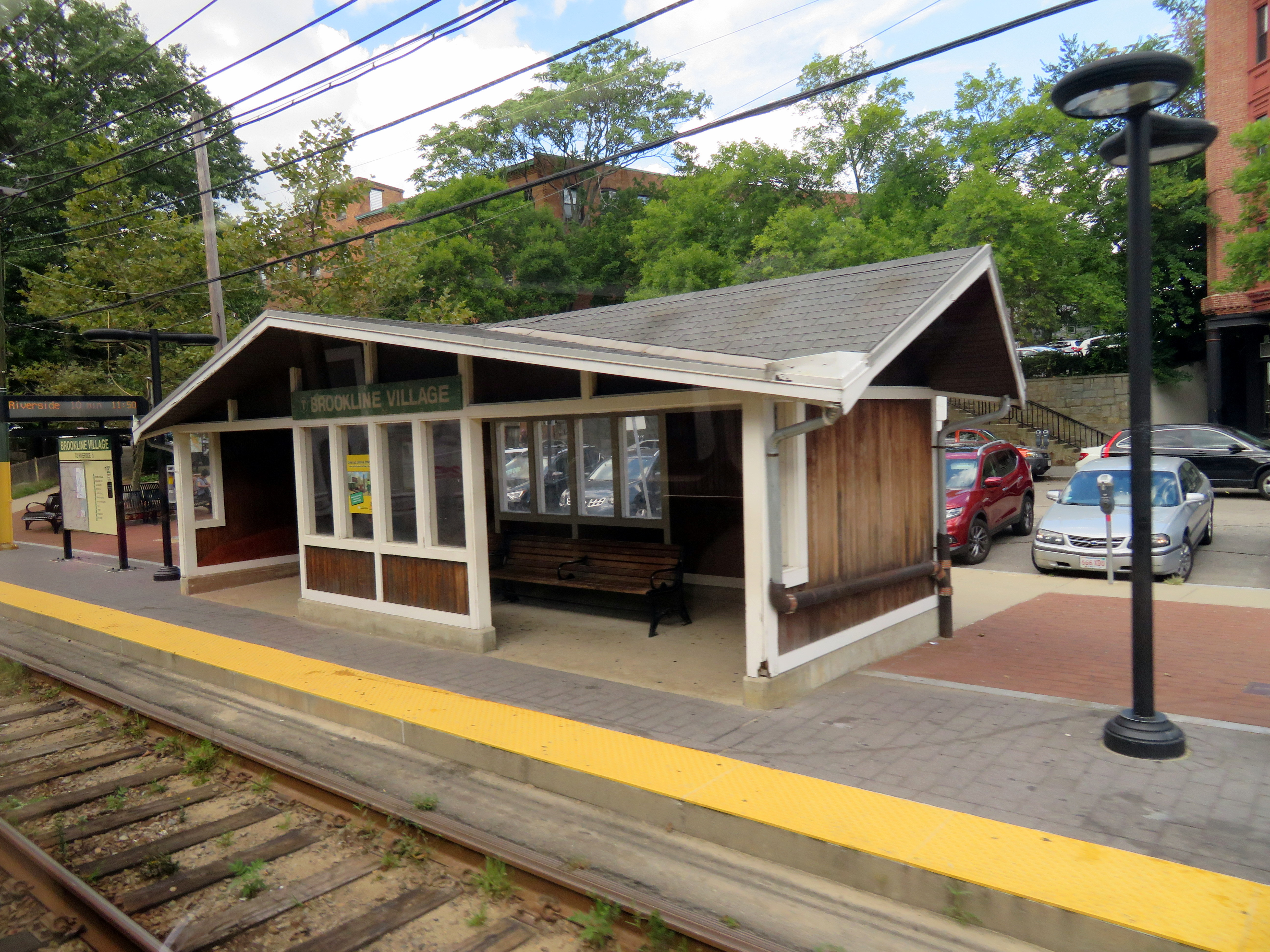
1959年，车站候车车棚

1957年6月，马萨诸塞州立法机构通过法案批准大都会交通署收购几乎破产的紐約中央鐵路公司，并将铁路改造成轻轨。通勤火车于1958年5月31日停运，迅速改造成轻轨, 并于1959年7月4日重新开通。改造过程中，原先的车站建筑被拆除。

### 翻修
布鲁克莱恩村和长木大道车站改造期间，长木站和布鲁克莱恩村站翻修，增强无障碍便利性。车站站台升高，与轻轨列车车厢内地面高度匹配。翻修工程于2007年7月23日开始， 于2009年第二季度竣工。

## 车站结构
| G 街道/站台层 | 侧式站台，右侧开门 | 侧式站台，右侧开门      |
| G 街道/站台层 | 出城               | 往河滨 （布鲁克莱恩山） |
| G 街道/站台层 | 入城               | 往政府中心 （长木）     |
| G 街道/站台层 | 侧式站台，右侧开门 |                         |

## 公交换乘
布鲁克莱恩村站的繁忙程度在D支线所有地面车站中排行第三，因此有三条可供换乘的公交：60、65和66路。